# Холанд (Арканзас)
Холанд (енгл. Holland) град је у америчкој савезној држави Арканзас.

## Демографија
По попису из 2010. године број становника је 557, што је 20 (-3,5%) становника мање него 2000. године.
| Група             | 2000.       | 2010.       |
| Белци             | 554 (96,0%) | 526 (94,4%) |
| Афроамериканци    | 0 (0,0%)    | 1 (0,2%)    |
| Азијати           | 0 (0,0%)    | 0 (0,0%)    |
| Хиспаноамериканци | 2 (0,3%)    | 16 (2,9%)   |
| Укупно            | 577         | 557         |